# Disney Channel (Royaume-Uni et Irlande)
Disney Channel était une chaîne de télévision britannique appartenant au groupe Disney et diffusée du 1er octobre 1995 au 1er octobre 2020.

## Historique
Une version britannique de Disney Channel avait originellement été prévue dès 1989 sur le bouquet de Sky Television, mais en raison de problèmes de droits entre les deux sociétés le lancement fut annulé. Ce n'est qu'en octobre 1995 qu'elle fut lancée sur le même bouquet, renommée entre-temps Sky Digital.
Au Royaume-Uni, Disney Channel propose des émissions en direct ou avec des animateurs entre deux programmes, ce qui permet aux spectateurs de participer par téléphone aux jeux. Des invités sont souvent présents sur le plateau comme des artistes de musique.
Disney Channel +1, Playhouse Disney et Toon Disney ont été lancés en septembre 2000.
En 1997, Walt Disney Holdings déclare avoir fondé une filiale britannique pour Disney Channel.
Le 16 mars 2006, la chaîne a signé un contrat de diffusion des chaînes Disney sur NTL Telewest. La fin de l'exclusivité des chaînes du groupe sur Sky est accompagnée du lancement de Disney Cinemagic qui remplace Toon Disney. Une déclinaison Disney Cinemagic +1 est également lancée.
Disney Cinemagic HD a été lancé en décembre 2008.
Au Royaume-Uni, Disney XD a remplacé Jetix le 31 août 2009,. La chaîne possède également une déclinaison Disney XD +1. Disney XD HD a été lancé le 18 octobre 2010.
Le 6 juillet 2011, Disney annonce le lancement le 16 septembre 2011 de Disney Channel HD rejoignant Disney Cinemagic HD et Disney XD HD.
Disney XD +1 s'est arrêté le 30 avril 2020. Disney Channel et ses autres déclinaisons se sont arrêtées le 1er octobre 2020 au Royaume-Uni et en Irlande, déjà lancé par Disney+.

## Logos

Logo du 5 octobre 1995 au 12 juillet 1997.
Logo du 27 octobre 2003 au 6 juillet 2011.
Logo alternatif du 27 octobre 2003 au 6 juillet 2011.
Logo du 6 juillet 2011 au 18 juin 2014.
Logo du 18 juin 2014 à 2017.
Logo de 2017 au 1er octobre 2020.

## Diffusion
Disney Channel était disponible sur Sky, Virgin Media, TalkTalk, BT, Plusnet et Eir Vision. Disney Channel +1 était uniquement sur Sky et Virgin Media.
La chaîne est aussi disponible sur le bouquet satellite MultiChoice Africa (Eutelsat W4, chaîne 82) desservant l'Afrique.